# TNA Knockouts World Championship
Il 'TNA Knockouts World Championship è un titolo di wrestling femminile di proprietà della Total Nonstop Action Wrestling ed è detenuto da Masha Slamovich dal 26 ottobre 2024.
La TNA parlò pubblicamente del titolo femminile per la prima volta il 12 settembre 2007 e la creazione del titolo coincise con l'aumento dei tempi di programmazione a disposizione per lo spettacolo televisivo Impact! che era passato da una a due ore.
Il titolo fece il suo debutto il 14 ottobre 2007 al pay-per-view Bound for Glory con il nome "TNA Women's World Championship" per essere poi rinominato "TNA Women's Knockout Championship" dal 2008 al 2010 ed in seguito semplificato in "TNA Knockout's Championship", ultimo nome utilizzato come TNA fino al marzo 2017. Con il cambio di nome della federazione venne brevemente adottato il nome "Impact Wrestling Women's Championship", finché quest'ultima non venne unificata all'originale Global Force Wrestling di Jeff Jarrett.
A seguito di quest'evento, il titolo venne unificato con quello femminile della Global Force Wrestling dalla campionessa GFW Sienna, dopo aver sconfitto l'Impact Wrestling Women's Champion Rosemary a Slammiversary XV. A seguito dell'abbandono della compagnia da parte di Jeff Jarrett e del ritorno al nome Impact Wrestling, il titolo è stato rinominato "Impact Knockout's Championship".
La prima assegnazione del titolo avvenne a Bound for Glory 2007 e la vincitrice fu Gail Kim. 
10 Anni dopo diventa 7 volte campionessa con il record di regni della Impact Wrestling. Il giorno successivo si ritira dal Wrestling è verrà ricordata come simbolo della TNA/Impact Wrestling.

## Storia del nome
| Data                     | Nome assegnato                           | Note e riferimenti                                              |
| ------------------------ | ---------------------------------------- | --------------------------------------------------------------- |
| 14 ottobre 2007          | TNA Women's World Championship           | [ 3 ]                                                           |
| 2008                     | TNA Women's Knockout Championship        | Adeguamento del nome con la divisione Knockouts                 |
| 2010                     | TNA Knockout's Championship              | Semplificazione del nome precedente                             |
| 2 marzo 2017             | Impact Wrestling Knockout's Championship | Ufficializzazione del nome dopo il cambio di nome della società |
| 2 luglio 2017            | Unified GFW Knockout's Championship      | Ufficializzazione del nome in seguito alla fusione              |
| 2017                     | GFW Knockout's Championship              | Semplificazione del nome in seguito alla fusione                |
| 24 ottobre 2017          | Impact Knockouts Championship            | in seguito al rilascio del marchio gfw                          |
| 28 ottobre 2021          | Impact Knockouts World Championship      | Aggiunta della parola "World"                                   |
| 13 gennaio 2024-presente | TNA Knockouts World Championship         | In seguito al ritorno di denominazione della società in TNA     |

## Albo d'oro
| Wrestler        | Regni | Giorni | Data              | Località          | Note |
| --------------- | ----- | ------ | ----------------- | ----------------- | --- |
| Gail Kim        | 1     | 85     | 14 ottobre 2007   | Duluth            | Vince un "Knockout Gauntlet Match" a Bound for Glory al quale presero parte anche Christy Hemme, Traci Brooks, Jackie Moore, Roxxy, Shelly Martinez, ODB, Angelina Love, Velvet Sky ed Awesome Kong |
| Awesome Kong    | 1     | 169    | 7 gennaio 2008    | Orlando           | Vincendo a Final Resolution contro Gail Kim |
| Taylor Wilde    | 1     | 121    | 24 giugno 2008    | Orlando           | |
| Awesome Kong    | 2     | 178    | 23 ottobre 2008   | Las Vegas         | Durante la prima puntata di iMPACT! in HD |
| Angelina Love   | 1     | 67     | 19 aprile 2009    | Filadelfia        | Durante Lockdown contro Awesome Kong e Taylor Wilde |
| Tara            | 1     | 24     | 25 giugno 2009    | Orlando           | |
| Angelina Love   | 2     | 28     | 19 luglio 2009    | Orlando           | Durante Victory Road |
| ODB             | 1     | 11     | 16 agosto 2009    | Orlando           | Durante Hard Justice in un tag team match tra la coppia Angelina Love-Velvet Sky e la coppia ODB-Cody Deaner                                                                                        |
| ODB             | 2     | 91     | 20 settembre 2009 | Orlando           | Vince contro Cody Deaner a No Surrender dopo che il titolo era stato reso vacante |
| Tara            | 2     | 15     | 20 dicembre 2009  | Orlando           | Vincendo contro ODB durante Final Resolution |
| ODB             | 3     | 13     | 4 gennaio 2010    | Orlando           | |
| Tara            | 3     | 78     | 17 gennaio 2010   | Orlando           | Durante Genesis sconfiggendo per 2 a 0 ODB in un "2 out of 3 falls match" |
| Angelina Love   | 3     | 13     | 5 aprile 2010     | Orlando           | |
| Madison Rayne   | 1     | 84     | 18 aprile 2010    | St.Louis          | A Lockdown in un tag team match tra la coppia Madison Rayne-Velvet Sky e la coppia Angelina Love-Tara                                                                                               |
| Angelina Love   | 4     | 2      | 11 luglio 2010    | Orlando           | Durante Victory Road |
| Madison Rayne   | 2     | 27     | 13 luglio 2010    | Orlando           | |
| Angelina Love   | 5     | 62     | 9 agosto 2010     | Orlando           | |
| Tara            | 4     | 1      | 10 ottobre 2010   | Daytona Beach     | A Bound for Glory in un "Four Corners match" al quale presero parte anche Angelina Love, Madison Rayne e Velvet Sky                                                                                 |
| Madison Rayne   | 3     | 188    | 11 ottobre 2010   | Orlando           | |
| Mickie James    | 1     | 112    | 17 aprile 2011    | Cincinnati        | Durante Lockdown battendo Madison Rayne in un "Title vs Hair match" |
| Winter          | 1     | 18     | 7 agosto 2011     | Orlando           | Ad Hardcore Justice |
| Mickie James    | 2     | 17     | 25 agosto 2011    | Orlando           | Durante una puntata di Impact Wrestling |
| Winter          | 2     | 35     | 11 settembre 2011 | Orlando           | A No Surrender |
| Velvet Sky      | 1     | 28     | 16 ottobre 2011   | Filadelfia        | A Bound for Glory battendo la campionessa Winter, Mickie James e Madison Rayne. |
| Gail Kim        | 2     | 210    | 13 novembre 2011  | Orlando           | A Turning Point |
| Miss Tessmacher | 1     | 63     | 10 giugno 2012    | Arlington         | A Slammiversary IX |
| Madison Rayne   | 4     | 4      | 12 agosto 2012    | Orlando           | Ad Hardcore Justice |
| Miss Tessmacher | 2     | 59     | 16 agosto 2012    | Orlando           | Durante una puntata di Impact Wrestling |
| Tara            | 5     | 104    | 14 ottobre 2012   | Phoenix           | A Bound for Glory |
| Velvet Sky      | 2     | 117    | 26 gennaio 2013   | Londra            | Durante una puntata di Impact Wrestling sconfiggendo la campionessa Tara, Gail Kim e Miss Tessmacher in un Fatal Four Way Elimination match.                                                        |
| Mickie James    | 3     | 119    | 23 maggio 2013    | Tampa             | Durante una puntata di Impact Wrestling |
| ODB             | 4     | 31     | 19 settembre 2013 | St. Louis         | Durante una puntata di Impact Wrestling. |
| Gail Kim        | 3     | 88     | 20 ottobre 2013   | San Diego         | A Bound for Glory. In un Triple Threat match che includeva anche Brooke. |
| Madison Rayne   | 5     | 101    | 16 gennaio 2014   | Huntsville        | A Impact Wrestling: Genesis |
| Angelina Love   | 6     | 54     | 27 aprile 2014    | Orlando           | A Sacrifice |
| Gail Kim        | 4     | 88     | 20 giugno 2014    | Bethlehem         | Durante una puntata di Impact Wrestling. In onda il 3 luglio 2014. |
| Havok           | 1     | 3      | 16 settembre 2014 | Bethlehem         | Durante una puntata di Impact Wrestling. In onda il 1º ottobre 2014. |
| Taryn Terrell   | 1     | 279    | 19 settembre 2014 | Bethlehem         | In un three-way match che includeva anche Gail Kim. In onda il 19 novembre 2014. |
| Brooke          | 3     | 34     | 25 giugno 2015    | Orlando           | Durante una puntata di Impact Wrestling. In onda l'8 luglio 2015. |
| Gail Kim        | 5     | 232    | 29 luglio 2015    | Orlando           | In un four-way match che includeva anche Awesome Kong e Lei'D Tapa. In onda il 16 settembre 2015.                                                                                                   |
| Jade            | 1     | 87     | 17 marzo 2016     | Orlando           | In un three-way match che includeva anche Gail Kim e Madison Rayne. |
| Sienna          | 1     | 61     | 12 giugno 2016    | Orlando           | In un three-way match che includeva anche Gail Kim e Jade. |
| Allie           | 1     | 1      | 12 agosto 2016    | Orlando           | In onda il 25 agosto. Allie ha schienato Madison Rayne in un Five way match che includeva anche Sienna, Jade e Marti Bell.                                                                          |
| Maria Kanellis  | 1     | 50     | 13 agosto 2016    | Orlando           | In onda il 1º settembre 2016 |
| Gail Kim        | 6     | 7      | 2 ottobre 2016    | Orlando           | A Bound for Glory |
| Vacante         | 1     |        | 9 ottobre 2016    | Orlando           | Gail Kim rende il titolo vacante per infortunio |
| Rosemary        | 1     | 266    | 9 ottobre 2016    | Orlando           | Durante una puntata di Impact Wrestling. Il 10 Marzo 2017 la federazione cambia nome ed anche il titolo cambia nome.                                                                                |
| Sienna          | 2     | 126    | 2 luglio 2017     | Orlando           | A Slammiversary XV. Il 2 luglio 2017 il titolo viene unificato con quello femminile della Global Force Wrestling, prendendo il nome Unified GFW Knockout's Championship.                            |
| Gail Kim        | 7     | 1      | 5 novembre 2017   | Ottawa, Canada    | A Bound for Glory 2017. batte Sienna e Allie e diventa per la 7ª volta Impact Knockout Championship.                                                                                                |
| Vacante         | 2     |        | 6 novembre 2017   | Orlando           | Gail Kim si ritira dal wrestling rendendo vacante il titolo che ha rappresentato per 10 anni in TNA/Impact Wrestling.                                                                               |
| Laurel Van Ness | 1     | 66     | 7 novembre 2017   | Orlando           | In onda il 9 dicembre 2017 in America, in onda il 29 dicembre 2017 in Italia. Laurel Van Ness sconfigge Traci Spinelli e la ritornante Madison Rayne per l'assegnazione del titolo vacante.         |
| Allie           | 2     | 102    | 12 gennaio 2018   | Orlando           | Allie sconfigge Laurel Van Ness |
| Su Yung         | 1     | 110    | 24 aprile 2018    | Orlando           | In onda il 31 maggio 2018 |
| Tessa Blanchard | 1     | 147    | 12 agosto 2018    | Toronto           | In un triple threat match che includeva anche Allie |
| Taya Valkyrie   | 1     | 377    | 6 Gennaio 2019    | Nashville         | Con Gail Kim arbitro speciale |
| Jordynne Grace  | 1     | 182    | 18 gennaio 2020   | Messico City      | |
| Deonna Purrazzo | 1     | 98     | 18 luglio 2020    | Nashville         | |
| Su Yung         | 2     | 21     | 24 ottobre 2020   | Nashville         | |
| Deonna Purrazzo | 2     | 343    | 14 novembre 2020  | Nashville         | |
| Mickie James    | 4     | 133    | 23 ottobre 2021   | Sunrise Manor     | |
| Tasha Steelz    | 1     | 106    | 5 marzo 2022      | Louisville        | |
| Jordynne Grace  | 2     | 208    | 19 giugno 2022    | Nashville         | Queen of the Mountain match |
| Mickie James    | 5     | 71     | 13 gennaio 2023   | Atlanta           | Career vs. title match |
| Vacante         | —     | —      | 25 marzo 2023     | Windsor           | Reso vacante dopo che Mickie James annunciò un infortunio alla costola. |
| Deonna Purrazzo | 3     | 90     | 16 aprile 2023    | Toronto           | Ha sconfitto Jordynne Grace vincendo il titolo vacante. |
| Trinity         | 1     | 182    | 15 luglio 2023    | Windsor           | |
| Jordynne Grace  | 3     | 287    | 13 gennaio 2024   | Paradise          | |
| Masha Slamovich | 1     | 258    | 26 Ottobre 2024   | Detroit, Michigan | |